# 利谢尔
利谢尔（法語：Lichères，法語發音：[liʃɛʁ]）是法国夏朗德省的一个市镇，属于孔福朗区。

## 地理
利谢尔（45°53'48"N, 0°13'22"E）面积4.94 平方千米，位于法国新阿基坦大区夏朗德省，该省份为法国西部内陆省份，北起德塞夫勒省和维埃纳省，东临上维埃纳省，东南至多尔多涅省，南至多爾多涅省，西接滨海夏朗德省。
与利谢尔接壤的市镇（或旧市镇、城区）包括：丰特尼耶、穆通、芒勒莱枫丹、夏朗德河畔欧纳克。

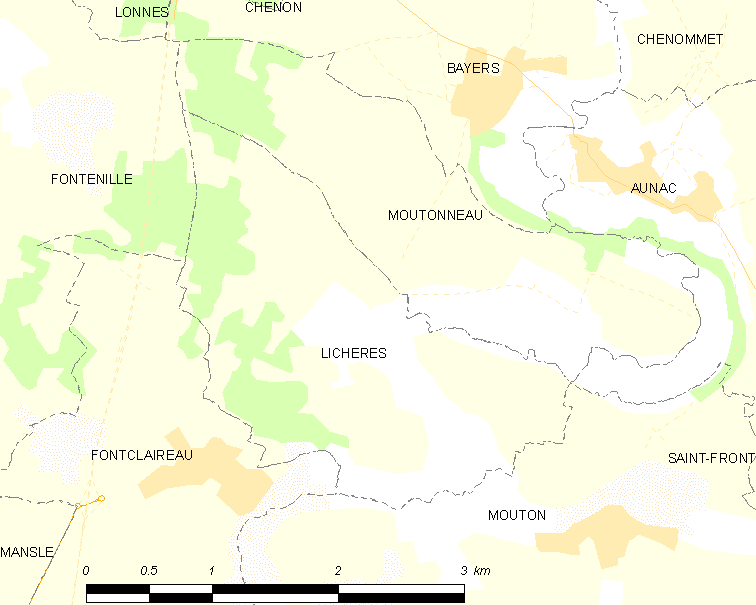
利谢尔的OSM定位图

利谢尔的时区为UTC+01:00、UTC+02:00（夏令时）。

## 行政
利谢尔的邮政编码为16460，INSEE市镇编码为16184。

## 政治
利谢尔所属的省级选区为布瓦克斯-芒卢瓦县。

## 人口

1962-2008年间利谢尔人口变化图示

利谢尔于2022年1月1日时的人口数量为95人。